# 21433 Stekramer
21433 Stekramer è un asteroide della fascia principale. Scoperto nel 1998, presenta un'orbita caratterizzata da un semiasse maggiore pari a 2,2139820 UA e da un'eccentricità di 0,0807813, inclinata di 3,58840° rispetto all'eclittica.